# Битки при Лексингтън и Конкорд
Битките при Лексингтън и Конкорд са първите военни сражения от Американската война за независимост.
Те се състоят на 19 април 1775 г. в Мидълсекс, щата Масачузетс, край градовете Лексингтън, Конкорд, Менотоми (днешен Арлингтън) и Кеймбридж близо до Бостън. Битките ознаменуват избухването на открити враждебни действия между Кралство Великобритания и неговите Тринадесет колонии в континентална Британска Америка.
На около 700 редовни войници от британската армия, под командването на подполковник Франсис Смит се дават тайни заповеди да превземат и унищожат военни припаси, които се твърди, че се съхраняват от Масачузетското опълчение в Конкорд. Чрез ефективно събиране на разузнаване колониалисти-патриоти получават информация преди експедицията, че техните припаси може да са подложени на риск седмици преди експедицията и са преместили повечето от тях на други места. Те също получават подробности за британски планове в нощта преди битката и успяват бързо да уведомят опълченията от района за придвижването на противника.
Първите изстрели са изстреляни по изгрев слънце в Лексингтън. Редовната войска превъзхожда по численост опълчението, което се отдръпва и редовните части отиват в Конкорд, където търстят припасите. При Северния мост на Конкорд, около 500 опълченци се бият и побеждават три роти от кралските войски. Превъзхожданите по численост редовни части се оттеглят от американските минътмен след битка на открита територия.
Скоро след това пристигат още опълченци и нанасят тежки жертви на редовните восйки, които се отрдръпват към Бостън. При връщането си в Лексингтън, Експедицията на Смит е спасена от подкрепеления под командването на подполковник Хю Пърси. Комбинираната сила сега от над 1700 мъже, се връща в Бостън под ожесточен огън в тактическо отстъпление и накрая достига безопасността на Чарлстаун. Събраните опълчения блокират тесните подстъпи откъм сушата на Чарлстън и Бостън, започвайки обсадата на Бостън.
Ралф Уолдо Емерсън в своя „Конкорд химн“ описва първия изстрел, изстрелян от патриотите при Норд бридж, като „изстрелът, чут из целия свят“.